# Günter Hessler
Günter Hessler (14 de junho de 1909 - 4 de abril de 1968), foi um oficial naval da Kriegsmarine alemão durante a Segunda Guerra Mundial.
Günther Hessler ingressou na Kriegsmarine em abril de 1927. Antes de ser designado para o U-Boot-Waffe (braço de submarinos), ele serviu em torpedeiros e no encouraçado Schlesien. Ele foi o comandante do torpedeiro Falke de abril de 1939 a março de 1940.

## Experiência Militar
Em abril de 1940, ele foi transferido para a força de submarinos e seis meses depois comissionou o U-107. 
Era raro um oficial assumir o comando de um submarino sem experiência anterior como oficial de quarto ou Kommandanten-Schüler (comandante em treinamento), mas Hessler era um oficial experiente da Marinha e logo demonstrou que esta era uma decisão correta : durante sua primeira patrulha afundou quatro navios totalizando 18.514 toneladas.
Mas foi a segunda patrulha do U-107 que o tornou famoso. Günther Hessler partiu de Lorient às 19h30 do dia 29 de março de 1941 para afundar a maior tonelagem de navios mercantes aliados de qualquer patrulha de submarinos de toda a guerra. O U-107 deixou a base em companhia do U-94 (Kuppisch), mas o U-107 seguiu para o sul.
Sua área operacional era ao redor das Ilhas Canárias e perto de Freetown, onde afundou 14 navios totalizando 86.699 toneladas, começando com o comerciante britânico SS Eskdene, que exigiu dois torpedos e 104 tiros do canhão de convés de disparo rápido de 105 mm. O maior navio afundado foi o British Calchas de 10.305 toneladas. Em 1 de junho de 1941, Hessler afundou o que ele presumiu ser um 'navio Q' (navio chamariz), o britânico Alfred Jones (erroneamente, os navios Q foram retirados de serviço em março).

## Vida pessoal
Hessler casou-se com Ursula, filha de Karl Dönitz, em novembro de 1937. Naquela época, Hessler servia em torpedeiros.
Como Hessler era seu genro, Dönitz tinha algumas reservas em conceder a Hessler sua merecida Cruz de Cavaleiro, mas eventualmente o Grande Almirante Raeder assinou os papéis.

## Pós-Guerra
Após a guerra, Hessler passou mais de um ano no cativeiro dos Aliados. De 1947 a 1951, ele foi contratado pela Marinha Real para escrever The U-boat War in the Atlantic em três volumes, com a ajuda de Korvkpt. Alfred Hoschatt, ex-comandante do U-378 e mais tarde, do estado-maior da operação BdU com Hessler.

## Prêmios
- Emblema de Guerra de Submarinos (1939) em 3 de julho de 1941.

- Cruz de Ferro (1939) II e I. Classe do século XVIII. Novembro de 1939 e 1 Março de 1941.

- Cruz de Cavaleiro da Cruz de Ferro em 24 de junho de 1941.

- Cruz Alemã em Ouro em 9 de novembro de 1944.